# DSK Karlín
DSK Karlín byl český ženský basketbalový klub, který sídlil v pražském Karlíně. Zápasy ovšem odehrával v Radotíně. Založen byl v roce 2005 po přechodu družstva žen z Tělovýchovné jednoty Spoje Praha. Zaniká v roce 2014 po přestěhování klubu do Nymburku. Své domácí zápasy odehrával v hale Praha 5 - Radotín s kapacitou 348 diváků. Klubové barvy byly modrá a bílá.
Největším úspěchem klubu byla celkem tříroční účast v nejvyšší soutěži žen (sezóny 2011/12–2013/14). Pro sezonu 2014/15 se klub posunul do středočeského Nymburka a úspěšně pokračoval pod názvem DSK Basketball Nymburk v nejvyšší soutěži, v níž získal stříbrné a bronzové medaile a vyhrál též Český pohár žen. v letech 2014-2019 se také účastnil druhé nejvyšší evropské soutěže FIBA Eurocup Women (ECW), kde v roce 2016 postoupil do čtvrtfinále.

## Umístění v jednotlivých sezonách
Stručný přehled
Zdroj:
- 2007–2008: Pražský přebor (4. ligová úroveň v České republice)
- 2008–2010: 2. liga – sk. A (3. ligová úroveň v České republice)
- 2010–2011: 1. liga (2. ligová úroveň v České republice)
- 2011–2014: Ženská basketbalová liga (1. ligová úroveň v České republice)

Jednotlivé ročníky
Zdroj:
Legenda: ZČ - základní část, červené podbarvení - sestup, zelené podbarvení - postup, fialové podbarvení - reorganizace, změna skupiny či soutěže
| Česko (2007 – 2014) |                          |           |           |                                       |                        |
| Sezóny              | Soutěž                   | Úroveň    | ZČ        | Play-off, nadstavba, sk. o udržení... | Poznámky               |
| 2007/08             | Pražský přebor           | 4. úroveň | 1. místo  |                                       | Postup                 |
| 2008/09             | 2. liga – sk. A          | 3. úroveň | 3. místo  | Finálová skupina (3. místo)           |                        |
| 2009/10             | 2. liga – sk. A          | 3. úroveň | 1. místo  | Vítěz                                 | Postup                 |
| 2010/11             | 1. liga                  | 2. úroveň | 4. místo  | Semifinále                            | Administrativní postup |
| 2011/12             | Ženská basketbalová liga | 1. úroveň | 12. místo | Baráž o udržení (2. místo)            |                        |
| 2012/13             | Ženská basketbalová liga | 1. úroveň | 11. místo | Baráž o udržení (1. místo)            |                        |
| 2013/14             | Ženská basketbalová liga | 1. úroveň | 11. místo | Baráž o udržení (2. místo)            |                        |